# Бичерова, Ольга Анатольевна
О́льга Анато́льевна Бичеро́ва (р. 26 октября 1966, Москва) — советская гимнастка, абсолютная чемпионка мира 1981 и Европы 1983. Заслуженный мастер спорта СССР (1981).

## Биография
В 7 лет начала заниматься гимнастикой в спортшколе ЦСКА. В 1980 году выиграла международные молодёжные товарищеские состязания. В 1981 году в составе сборной СССР приняла участие в чемпионате Европы, сумела завоевать две золотые медали чемпионата мира. В 1982 году завоевала три золотых, одну серебряную и одну бронзовую медали Кубка мира. В 1983 году вновь стала чемпионкой мира, а также завоевала три золотые медали чемпионата Европы. В 1984 году из-за бойкота не смогла принять участие в Олимпийских играх.
Точный возраст Ольги Бичеровой во время некоторых соревнований, от которого зависело её право принимать в них участие, был предметом споров.
В 1988 году из-за травмы локтя была вынуждена завершить спортивную карьеру и перешла на тренерскую работу.

### Личная жизнь
В 1987 году Ольга вышла замуж за другого известного советского гимнаста — Валентина Могильного (1965—2015). В 1989 году у Ольги и Валентина родился сын Алексей.
После распада СССР Ольга с семьёй переехала во Францию. Впоследствии Ольга вместе с Натальей Юрченко и Светланой Богинской создали интернет-магазин SBS (Svetlana Boguinskaia Sportswear), торгующий спортивной одеждой.
Второй муж — Жан-Франсуа. Дочь Полина.